# 疑 (佛教)
疑（Vicikitsa，藏文：the tshom），原義是懷疑、疑惑的意思，佛教術語，特別用於對三寶、四聖諦缺少信心，產生懷疑的情況下，是信的反義字。它被認為是一種煩惱，是三結，五蓋之一。